# Tetraconcha fenestrata
Tetraconcha fenestrata är en insektsart som beskrevs av Karsch 1890. Tetraconcha fenestrata ingår i släktet Tetraconcha och familjen vårtbitare. Inga underarter finns listade i Catalogue of Life.